# Jerzy Kołodziejczak
Pour les articles homonymes, voir Kolodziejczak.
Jerzy Kołodziejczak, né le 2 avril 1967, en Pologne, est un ancien joueur de basket-ball polonais. Il évoluait au poste d'ailier. 

## Palmarès
- Champion de Pologne 1987, 1991, 1992, 1993, 1994, 1998
- Coupe de Pologne 1989, 1990, 1992, 1997